# Soraya Post
Soraya Viola Heléna Post, född 15 oktober 1956 i Oskar Fredriks församling i Göteborg, är en svensk politiker (Feministiskt initiativ) och före detta ledamot av Europaparlamentet.

## Biografi
Soraya Post, vars far är tyskfödd jude och vars mor tillhör resandefolket, har flera års erfarenhet av arbete som strateg för mänskliga rättigheter med fokus på romers rättigheter i Sverige och Europa. Hon har också suttit som sakkunnig och expert i allt från EU-kommissionen till Länsstyrelsen. Hon har drivit frågan om mänskliga rättigheter på internationell nivå inom OSSE (Organisationen för säkerhet och samarbete i Europa), EU-parlamentet, Europarådet och FRA (Fundamental Rights Agency).
Post tog efter invalet till Europaparlamentet tjänstledigt från sitt arbete med frågor om nationella minoriteter på Västra Götalandsregionens rättighetskommittés kansli, har varit engagerad i romska frågor, och var initiativtagare till grundandet 2007 av Agnesbergs folkhögskola i Göteborg. Hon har varit ledamot av Sveriges Radios styrelse och Delegationen för romska frågor inom Regeringskansliet, som lämnade sitt betänkande Romers rätt – en strategi för romer i Sverige till regeringen den 30 juli 2010.
Post utsågs i februari 2014 till första kandidat på Feministiskt initiativs lista för Europaparlamentsvalet i Sverige 2014. Det är första gången en rom toppar en partivalsedel i Sverige. Hon valdes till ledamot i maj 2014. och ingick i Gruppen Progressiva förbundet av socialdemokrater i Europaparlamentet (S&D) den näst största politiska gruppen bestående av 189 ledamöter. I S&D-gruppen var Post talesperson för Romafrågor och koordinator för DROI underutskottet för mänskliga rättigheter utanför EU. I Europaparlamentsvalet 26 maj 2019 fick Feministiskt Initiativ 0,8% av rösterna, varpå Post förlorade sin post som ledamot. 
Post var ledamot i utskottet för medborgerliga fri- och rättigheter samt rättsliga och inrikes frågor (LIBE) och i underutskottet för mänskliga rättigheter utanför EU (DROI). Hon var ersättare i utskottet för utrikesfrågor (AFET). Hon var också medlem i delegationen för förbindelser med länderna i Centralamerika (DCAM).
Hon är även initiativtagare till och ansvarig parlamentariker för ARDI (Anti-Racism and Diversity Intergroup) som är en intern grupp av parlamentariker som fokuserar på antirasism och mångfaldsfrågor. Post är också aktiv medlem i den interna gruppen för HBTQ(+)-personers rättigheter och den interna gruppen för frågor som berör personer med funktionsvariationer.

### Arbetet mot antiziganism
Soraya Post var initiativtagare till två resolutioner om antiziganism i EU-parlamentet: Romernas internationella dag – antiziganism i Europa och EU:s erkännande av minnesdagen för folkmordet på romer under andra världskriget i april 2015 och Aspekter som rör de grundläggande rättigheterna i integreringen av romer i EU: kampen mot antiziganism i oktober 2017, vilken är baserad på Posts Romarapport. Den fokuserar på många områden från bekämpande av antiziganism i hela EU till att uppmana EU-kommissionen att bedöma program och medel, som ska gå till inkludering av romer i medlemsländerna, och bygger på principerna om antidiskriminering och delaktighet.